# 树状物

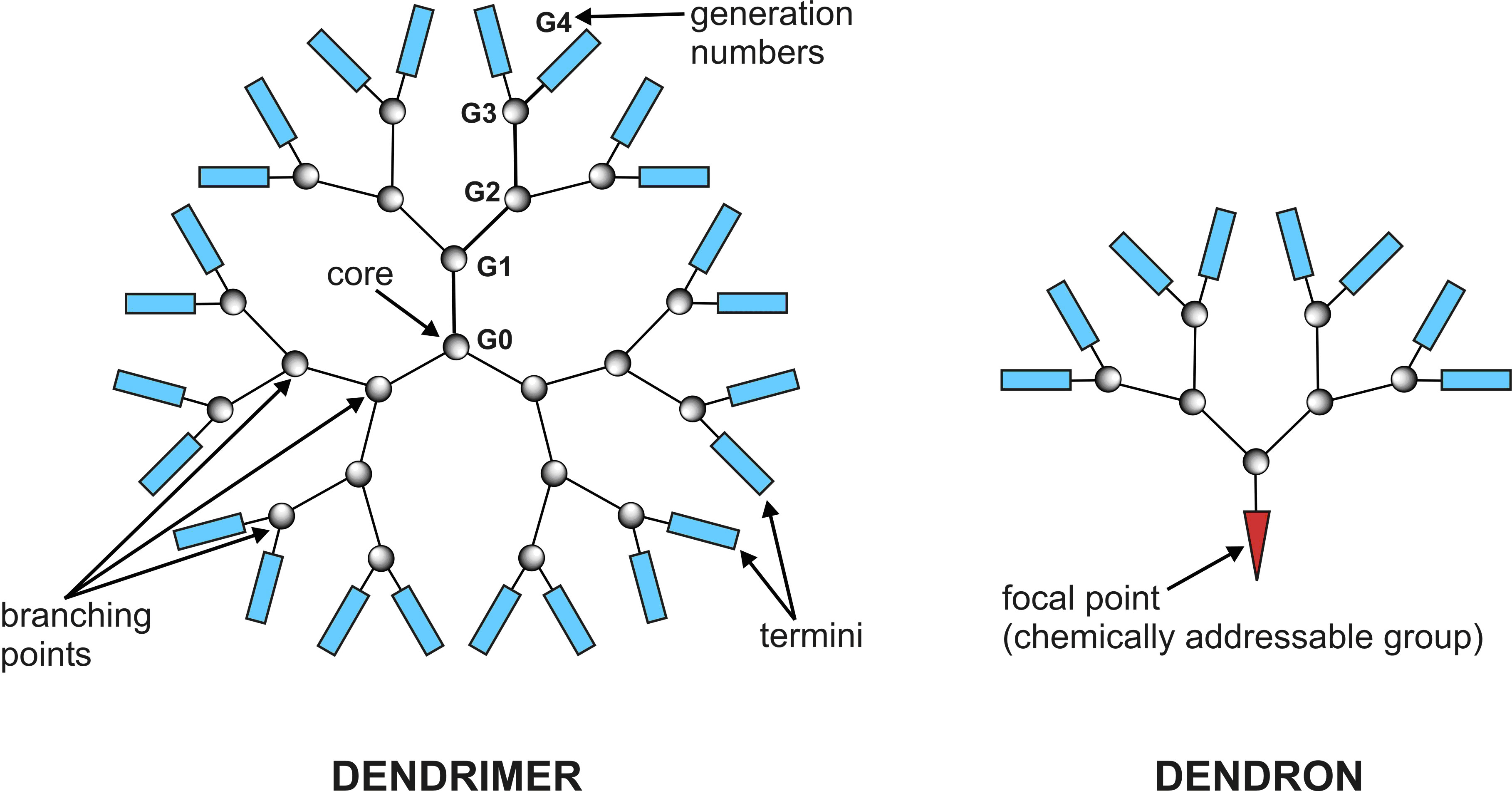
树状物

树状物（Dendrimer，亦称树枝状化合物、树形聚合物）是一种重复支分子。一个树状分子围绕核心通常是对称的，而且往往采用了球形立体形态。树状物最初由弗里茨·弗格特莱在1978年用发散合成的方法制成。1990年让·弗雷谢发明了用收敛合成制备树状物的方法。